# 千葉県指定文化財一覧
千葉県指定文化財一覧（ちばけんしていぶんかざいいちらん）は、千葉県指定の文化財や史跡等を一覧形式でまとめたものであるが、全てを掲載しているわけではない。

## 有形文化財

### 建造物
- 五所神社本殿〔山武市蓮沼殿台〕1954年3月31日指定
- 猿田神社本殿 附 棟札 1枚〔銚子市猿田〕1955年12月15日指定
- 観音教寺三重塔〔芝山町芝山〕1955年12月15日指定
- 清澄寺中門〔鴨川市清澄〕1964年4月28日指定
- 龍正院本堂 附 厨子1基〔成田市滑川〕1965年4月27日指定
- 那古寺多宝塔 附 木造宝塔1基〔館山市那古〕1965年4月27日指定
- 清澄寺石造宝篋印塔〔鴨川市清澄〕1965年4月27日指定
- 清澄寺石幢〔鴨川市清澄〕1965年4月27日指定
- 飯香岡八幡宮拝殿〔市原市八幡〕1966年5月20日指定
- 石堂寺山王宮〔南房総市石堂〕1966年12月2日指定
- 六所神社本殿〔大多喜町泉水〕1967年3月7日指定
- 賀茂神社本殿〔南房総市加茂〕1967年3月7日指定
- 神野寺本堂 附 厨子1基〔君津市鹿野山〕1967年3月7日指定
- 府中日吉神社本殿〔市原市能満〕1967年12月22日指定
- 西福寺石造五輪塔・西福寺石造宝篋印塔〔船橋市宮本町〕1967年12月22日指定
- 宝城院庚申塔〔浦安市堀江〕1969年4月18日指定
- 大巌院四面石塔 附 石製水向4個〔館山市大網〕1969年4月18日指定
- 旧平野家住宅〔成田市大竹〕1972年1月28日指定 ※千葉県立房総のむらに移築（旧所在 富津市亀沢）
- 西坂神社本殿〔香取市西坂〕1973年3月2日指定
- 玉崎神社本殿〔旭市飯岡〕1973年3月2日指定
- 三柱神社本殿〔富津市竹岡〕1973年3月2日指定
- 正文堂書店店舗 附 棟札1枚〔香取市佐原〕1974年3月19日指定
- 小堀屋本店店舗 附 諸入費1冊〔香取市佐原〕1974年3月19日指定
- 旧藪家住宅〔芝山町芝山〕1974年3月19日指定
- 千葉教会教会堂〔千葉市中央区市場町〕1975年12月12日指定
- 旧大沢家住宅〔習志野市藤崎〕1975年12月12日指定 ※習志野市所有（旧所在 長生村宮成）
- 旧四関家住宅〔千葉市若葉区御殿町〕1978年2月28日指定
- 龍正院銅造宝篋印塔 附 銅造棟札1枚〔成田市滑川〕1979年3月2日指定
- 旧林家住宅〔旭市長部〕1979年3月2日指定 ※旭市所有（旧所在 旭市ハ）
- 常灯寺本堂 附 宮殿1基 棟札1枚〔銚子市常世田町〕1979年3月2日指定
- 須賀神社本殿〔木更津市祇園〕1979年3月21日指定
- 手力雄神社本殿〔館山市大井〕1980年2月22日指定
- 松林寺本堂〔佐倉市弥勒町〕1982年4月6日指定
- 側高神社本殿〔香取市大倉〕1982年4月6日指定
- 佐藤家住宅〔佐倉市中尾余町〕1984年2月24日指定
- 旧河原家住宅〔佐倉市宮小路町〕1985年3月8日指定
- 飯高神社本殿〔匝瑳市飯高〕1988年3月30日指定
- 旧鉄道聯隊材料廠煉瓦建築〔千葉市稲毛区轟町〕1989年3月10日指定 ※千葉経済学園
- 光明院阿弥陀堂〔香取市多田〕1989年3月10日指定
- めがね橋〔南房総市白浜町滝口地先〕1989年3月10日指定
- 海上八幡宮本殿〔銚子市柴崎〕1990年3月16日指定
- 石井家住宅〔館山市畑〕1990年3月16日指定
- 旧川崎銀行佐倉支店 附 棟札1枚〔佐倉市新町〕1991年2月15日指定
- 三菱銀行佐原支店旧本館〔香取市佐原〕1991年2月15日指定
- 福新呉服店 店舗兼住宅1・土蔵1 附 便所、腕木門、板塀3棟〔香取市佐原〕1992年2月28日指定
- 中村屋乾物店 店舗1 文庫蔵1 附 茶ノ間 中二階 2棟〔香取市佐原〕1992年2月28日指定
- 正上醤油店 店舗1 土蔵1〔香取市佐原〕1992年2月28日指定
- 旧油惣商店 店舗1 土蔵1〔香取市佐原〕1993年2月26日指定
- 中村屋商店 店舗兼住宅1 土蔵1〔香取市佐原〕1993年2月26日指定
- 那古寺観音堂 附 厨子1基〔館山市那古〕1994年2月22日指定
- 薬王院薬師堂 附 棟札2枚〔鴨川市粟斗〕1994年2月22日指定
- 称念寺本堂 附 厨子1基 棟札3枚〔長南町千田〕1995年3月14日指定
- 行元寺旧書院〔いすみ市荻原〕1995年3月14日指定
- 飯縄寺本堂 附 宮殿1基 棟札3枚 飯縄権現普請其外修覆 書上控1冊〔いすみ市岬町和泉〕1995年3月14日指定
- 千葉県立安房南高等学校旧第一校舎〔館山市北条〕1995年3月14日指定
- 大山寺不動堂 附 棟札1枚〔鴨川市平塚〕1995年3月14日指定
- 玉前神社社殿 附 棟札2枚〔一宮町一宮〕1996年3月22日指定
- 誕生寺仁王門〔鴨川市小湊〕1997年3月21日指定
- 旧大塚家住宅〔浦安市堀江〕2002年3月29日指定
- 延命寺観音堂〔白井市平塚〕2002年3月29日指定
- 八坂神社本殿内殿〔東金市松之郷〕2003年3月28日指定
- 愛宕神社本殿〔野田市野田〕2004年3月30日指定
- 旧鴇田家住宅 附 大工手間日記（享保12年） 大工出面書留板 襖引手裏板（享保15年）〔習志野市実籾〕2005年3月29日指定 ※習志野市所有（実籾本郷公園）
- 玉崎神社拝殿 附 棟札2枚 奉加帳2冊〔旭市飯岡〕2005年3月29日指定
- 浦安の三軒長屋〔浦安市猫実〕2006年3月14日指定 ※浦安市郷土博物館
- 東海寺本堂 附 棟札1枚 楼門 鐘楼 附 棟札1枚〔柏市布施〕2006年3月14日指定
- 香取神宮旧拝殿 附 棟札〔香取市香取〕2007年3月16日指定
- 諏訪神社本殿 附 棟札〔袖ケ浦市永地〕2007年3月16日指定
- 旧手賀教会堂〔柏市手賀〕2012年3月16日指定
- 香取神宮勅使門〔香取市香取〕2022年2月9日指定

### 絵画
- 板絵馬著色武者絵〔大網白里市金谷郷〕1962年5月1日指定 ※県神社所有（木更津市郷土博物館金のすず保管）
- 紙本著色天神縁起絵巻〔南房総市平久里中〕1962年5月1日指定 ※平群天神社所有
- 紙本著色隠元和尚像紙本著色木庵和尚像紙本著色鉄牛和尚像〔東庄町小南〕1970年4月17日指定 ※福聚寺所有
- 紙本著色鉄牛和尚像〔東庄町小南〕1970年4月17日指定 ※福聚寺所有
- 絹本著色十六羅漢像図〔東庄町小南〕1971年3月26日指定
- 聖画〔匝瑳市蕪里〕1974年3月19日指定 ※日本ハリストス正教会須賀正教会所有
- 絹本著色高野四社明神図〔匝瑳市八日市場〕1977年3月8日指定
- 絹本著色真言八祖像〔匝瑳市八日市場〕1978年2月28日指定
- 絹本著色十二天像 附 後補6幅〔匝瑳市八日市場〕1978年2月28日指定
- 絹本著色真言八祖像〔長柄町鴇谷〕1978年2月28日指定
- 絹本著色清涼殿八宗論図〔富津市小久保〕1981年3月13日指定
- 絹本著色釈迦涅槃図〔野田市三ケ尾〕1982年4月6日指定
- 紙本著色本多忠勝像〔大多喜町新丁〕1989年3月10日指定 ※良玄寺所有（千葉県立中央博物館大多喜城分館保管）
- 板絵著色富士の巻狩図絵馬〔木更津市中須賀〕1993年2月26日指定 ※日枝神社所有（ｃｃ保管）
- 紙本著色千葉妙見大縁起絵巻〔千葉市若葉区大宮町〕1994年2月22日指定 ※栄福寺所有（千葉市立郷土博物館保管）
- 絹本著色僧形八幡神像〔館山市那古〕1994年2月22日指定 ※那古寺所有
- 絹本著色十王図〔匝瑳市八日市場〕1995年3月14日指定
- 絹本著色阿字観像〔匝瑳市貝塚〕1995年3月14日指定
- 絹本著色両界曼荼羅図〔南房総市府中〕1995年3月14日指定
- 絹本著色両界曼荼羅図〔袖ケ浦市高谷〕1996年3月22日指定 ※延命寺所有（袖ケ浦市郷土博物館保管）
- 絹本著色釈迦涅槃図〔旭市琴田〕1999年3月30日指定
- 絹本著色十羅刹女像〔市川市中山〕2000年2月25日指定
- 絹本著色両界曼荼羅図〔いすみ市荻原〕2003年3月28日指定 ※行元寺所有
- 柴田是真画連句額〔市川市菅野〕2006年3月14日指定※白幡天神社所有
- 絹本著色天台大師像〔東金市東金〕2010年3月19日指定 ※最福寺所有
- 聖画〔柏市手賀〕2012年3月16日指定 ※日本ハリストス正教会手賀正教会所有

### 彫刻
- 木造毘沙門天及び両脇侍立像〔印西市松崎〕1954年3月31日指定 ※多聞院所有
- 木造薬師如来立像〔横芝光町宮川〕1954年3月31日指定
- 銅造阿弥陀如来及び両脇侍立像〔横芝光町小川台〕1954年3月31日指定
- 銅造阿弥陀如来立像〔木更津市下宮田〕1954年3月31日指定 ※木更津市郷土博物館金のすず保管
- 木造薬師如来立像〔富津市湊〕1954年3月31日指定
- 木造延命地蔵菩薩坐像〔印西市和泉〕1955年12月15日指定
- 羅龍王面 納曽利面〔香取市大戸〕1955年12月15日指定 ※大戸神社所有
- 木造虚空蔵菩薩坐像〔大多喜町泉水〕1955年12月15日指定
- 木造馬頭観世音菩薩立像〔大多喜町紺屋〕1955年12月15日指定
- 木造薬師如来立像〔木更津市桜井〕1955年12月15日指定 ※東光院所有
- 木造地蔵菩薩坐像〔市原市山口〕1958年4月23日指定
- 木造聖観世音菩薩立像〔市原市引田〕1958年4月23日指定
- 木造蔵王権現三尊立像〔船橋市前原東〕1958年4月23日指定 ※御嶽神社所有
- 木造阿弥陀如来坐像〔香取市一之分目〕1958年4月23日指定 ※善雄寺所有
- 木造十一面観世音菩薩立像〔香取市織幡〕1958年4月23日指定
- 銅造薬師如来立像〔香取市織幡〕1958年4月23日指定
- 銅造阿弥陀如来立像〔香取市織幡〕1958年4月23日指定
- 銅造観世音菩薩立像〔香取市織幡〕1958年4月23日指定
- 銅造十一面観世音菩薩立像〔香取市織幡〕1958年4月23日指定
- 木造阿弥陀如来坐像〔横芝光町木戸〕1958年4月23日指定
- 木造軍荼利明王立像〔一宮町東浪見〕1958年4月23日指定 ※東浪見寺所有
- 木造釈迦如来立像 附 木造舎利塔1基〔八千代市村上〕1960年6月3日指定 ※正覚院所有
- 木造十一面観音立像〔いすみ市岬町鴨根〕1960年6月3日指定 ※清水寺所有
- 銅造阿弥陀如来及び両脇侍立像〔鴨川市天面〕1960年6月3日指定
- 木造薬師如来坐像〔木更津市請西〕1960年6月3日指定 ※長楽寺所有
- 木造聖観音立像〔市原市風戸〕1962年5月1日指定
- 木造釈迦如来立像 附 紙本墨書納入文書 一括〔茂原市三ケ谷〕1964年4月28日指定
- 木造十一面観音立像〔南房総市府中〕1964年4月28日指定 ※宝珠院所有
- 木造薬師如来坐像及び両脇侍立像 附 神将立像2躯〔市原市皆吉〕1965年4月27日指定 ※橘禅寺所有
- 木造金剛力士立像〔市原市皆吉〕1965年4月27日指定 ※橘禅寺所有
- 木造伝聖観音立像〔旭市溝原〕1966年5月20日指定 ※東栄寺所有
- 鉄造仏頭〔いすみ市山田大門台〕1966年5月20日指定
- 木造薬師如来坐像〔印西市平賀〕1967年3月7日指定 ※来福寺所有（印西市立印旛歴史民俗資料館保管）
- 木造慈恵大師坐像〔長南町長南〕1967年3月7日指定※長福寿寺所有
- 銅造阿弥陀如来及び両脇侍立像〔香取市府馬〕1967年12月22日指定
- 銅造阿弥陀如来及び両脇侍立像〔いすみ市荻原〕1967年12月22日指定 ※行元寺所有
- 木造地蔵菩薩坐像〔鴨川市大幡〕1970年1月30日指定
- 木造不動明王坐像及び両脇侍立像〔鴨川市平塚〕1970年1月30日指定
- 木造十一面観音立像〔千葉市花見川区花島町〕1970年4月17日指定 ※天福寺所有
- 木造薬師如来坐像〔いすみ市下布施〕1972年9月29日指定 ※長福寺所有
- 木造菩薩面〔君津市浜子〕1972年9月29日指定 ※建暦寺所有（君津市立久留里城址資料館保管）
- 木造大日如来坐像〔柏市松ケ崎〕1975年3月28日指定
- 木造不動明王立像1 木造毘沙門天立像2〔睦沢町妙楽寺〕1975年3月28日指定 ※妙楽寺所有
- 木造伝親鸞聖人坐像〔野田市中戸〕1977年3月8日指定 ※常敬寺所有
- 木造伝妙見菩薩倚像〔多古町多古〕1977年3月8日指定 ※妙光寺所有
- 木造釈迦涅槃像〔匝瑳市八日市場〕1977年3月8日指定
- 木造伝牛頭天王立像〔長柄町刑部〕1977年3月8日指定
- 木造阿弥陀如来坐像〔野田市中戸〕1978年2月28日指定 ※常敬寺所有
- 木造阿弥陀如来坐像〔富津市上〕1978年2月28日指定
- 木造四天王立像木造阿難・迦葉立像〔山武市松ケ谷〕1979年3月2日指定 ※勝覺寺所有
- 木造虚空蔵菩薩坐像〔富津市岩坂〕1979年3月2日指定
- 銅造阿弥陀如来及び両脇侍立像〔山武市真行寺〕1980年2月22日指定 ※日吉神社所有（山武市立歴史民俗資料館保管）
- 木造釈迦如来坐像〔山武市川崎〕1980年2月22日指定
- 銅造釈迦如来及び両脇侍坐像〔富津市篠部〕1980年2月22日指定
- 銅造阿弥陀如来及び両脇侍立像〔酒々井町上本佐倉〕1981年3月13日指定
- 銅造阿弥陀如来及び両脇侍立像〔成田市大竹〕1982年4月6日指定 ※円光寺所有
- 銅造阿弥陀如来及び両脇侍立像〔横芝光町篠本〕1982年4月6日指定 ※新善光寺所有
- 銅造阿弥陀如来及び両脇侍立像〔茂原市中善寺〕1982年4月6日指定
- 木造阿弥陀如来坐像〔館山市那古〕1984年2月24日指定 ※那古寺所有
- 木造伝七仏薬師坐像〔千葉市緑区平山町〕1985年3月8日指定 ※東光院所有
- 木造薬師如来坐像〔千葉市緑区富岡町〕1985年3月8日指定
- 木造十一面観音立像〔いすみ市小又井〕1986年2月28日指定
- 木造如来形坐像〔館山市大神宮〕1986年2月28日指定 ※千祥寺所有（館山市立博物館保管）
- 木造虚空蔵菩薩立像〔君津市蔵王〕1986年2月28日指定
- 木造薬師如来坐像及び両脇侍立像〔市原市上高根〕1987年2月27日指定
- 木造阿弥陀如来坐像〔酒々井町上岩橋〕1987年2月27日指定
- 木造持国天・多聞天立像〔酒々井町上岩橋〕1987年2月27日指定
- 木造十一面観音立像〔神崎町並木〕1988年3月30日指定 ※神宮寺所有
- 木造阿弥陀如来坐像〔柏市増尾〕1989年3月10日指定
- 木造薬師如来立像〔銚子市岡野台町〕1989年3月10日指定
- 木造薬師如来立像〔銚子市岡野台町〕1989年3月10日指定
- 木造菩薩立像〔銚子市岡野台町〕1989年3月10日指定
- 木造阿弥陀如来立像〔いすみ市荻原〕1990年3月16日指定 ※行元寺所有
- 銅造釈迦涅槃像〔いすみ市万木〕1990年3月16日指定
- 木造聖観世音菩薩坐像〔柏市柳戸〕1991年2月15日指定
- 木造金剛力士立像〔印西市滝〕1991年2月15日指定
- 木造僧形坐像〔勝浦市大森〕1991年2月15日指定 ※応徳寺所有（千葉県立中央博物館大多喜城分館保管）
- 木造地蔵菩薩立像〔勝浦市大森〕1991年2月15日指定 ※応徳寺所有（千葉県立中央博物館大多喜城分館保管）
- 木造釈迦如来及び両脇侍坐像〔大多喜町田丁〕1991年2月15日指定
- 木造薬師如来坐像〔成田市船形〕1992年2月28日指定 ※薬師寺所有
- 木造千手観音立像 附 木造行道面 1面〔南房総市久保〕1992年2月28日指定
- 木造二十八部衆立像23 風神・雷神像2〔南房総市久保〕1992年2月28日指定
- 木造大黒天立像〔南房総市久保〕1992年2月28日指定
- 木造千手観音坐像〔南房総市石堂〕1992年2月28日指定 ※石堂寺所有
- 木造五智如来坐像〔船橋市西船〕1993年2月26日指定 ※正延寺所有
- 木造阿弥陀如来及び両脇侍像〔成田市冬父〕1993年2月26日指定 ※迎接寺所有
- 銅造十一面観音立像〔印西市竹袋〕1994年2月22日指定
- 木造不動明王坐像〔睦沢町上之郷〕1994年2月22日指定 ※長昌寺所有（睦沢町立歴史民俗資料館保管）
- 木造千手観音立像 不動明王立像 毘沙門天立像〔いすみ市高谷〕1994年2月22日指定
- 木造地蔵菩薩立像〔印西市別所〕1995年3月14日指定
- 木造釈迦如来及び迦葉・阿難像〔長柄町長柄山〕1995年3月14日指定 ※眼蔵寺所有
- 木造阿弥陀如来坐像〔いすみ市岬町岩熊〕1995年3月14日指定
- 木造行道面菩薩面 比丘面〔鴨川市貝渚〕1995年3月14日指定
- 木造如来形坐像〔睦沢町大上〕1996年3月22日指定 ※普門寺所有（睦沢町立歴史民俗資料館保管）
- 木造薬師如来立像〔南房総市千倉町大貫〕1996年3月22日指定 ※小松寺所有
- 木造釈迦如来・多宝如来坐像 附 像内納入品〔市川市中山〕1998年3月20日指定 ※法華経寺所有
- 木造金剛力士立像〔成田市船形〕1998年3月20日指定 ※薬師寺所有
- 木造阿弥陀如来立像〔旭市蛇園〕2000年2月25日指定
- 木造妙見菩薩立像〔東庄町笹川〕2001年3月30日指定
- 木造十一面観音菩薩立像〔一宮町一宮〕2003年3月28日指定 ※観明寺所有
- 木造観音菩薩坐像〔香取市西和田〕2004年3月30日指定
- 木造日蓮聖人坐像〔大網白里市大網〕2004年3月30日指定 ※本国寺所有
- 木造金剛力士立像〔いすみ市岬町岩熊〕2005年3月29日指定
- 銅造准胝観音菩薩立像〔長南町力丸〕2008年3月18日指定
- 木造不動明王坐像〔君津市根本〕2008年3月18日指定
- 木造薬師如来坐像〔鴨川市内浦〕2009年3月17日指定

### 工芸品
- 紫裾濃胴丸〔佐倉市鏑木〕1954年3月31日指定 ※麻賀多神社所有
- 釈迦涅槃図（万治元年在銘）〔富津市竹岡〕1954年3月31日指定
- 半円方格帯神獣鏡〔千葉市花見川区浪花町〕1955年12月15日指定
- 梵鐘（文和二年在銘） 附 和鏡1面陶器1口〔匝瑳市宮本〕1958年4月23日指定 ※熊野神社所有
- 梵鐘（応永十六年在銘）〔茂原市下太田〕1958年4月23日指定
- 梵鐘（元亨元年在銘）〔市川市八幡〕1959年4月24日指定 ※葛飾八幡宮所有
- 半円方格帯変形神獣鏡〔成田市成田〕1959年4月24日指定 ※成田山新勝寺所有
- 香取神宮古神宝類〔香取市香取〕1960年2月23日指定 ※香取神宮所有
- 鋳銅鰐口〔勝浦市法花〕1960年6月3日指定
- 金銅孔雀文磬〔木更津市請西〕1960年6月3日指定 ※長楽寺所有
- 金銅五鈷鈴〔木更津市請西〕1960年6月3日指定
- 鋳銅孔雀文磬（応永三十三年在銘）〔長南町笠森〕1961年6月9日指定 ※笠森寺所有（千葉県立中央博物館保管）
- 鋳銅鰐口（応永三十四年在銘）〔長南町笠森〕1961年6月9日指定 ※笠森寺所有（千葉県立中央博物館保管）
- 梵鐘（明徳三年在銘）〔鴨川市清澄〕1964年4月28日指定 ※清澄寺所有
- 梵鐘（長禄三年在銘）〔木更津市真里谷〕1964年4月28日指定 ※妙泉寺所有
- 鳳凰蒔絵鞍〔佐倉市新町〕1966年5月20日指定
- 天球儀〔佐倉市新町〕1966年5月20日指定
- 小網寺鋳銅密教法具 附 蓮華形柄香炉〔館山市出野尾〕1966年5月20日指定 ※小網寺所有（館山市立博物館保管）
- 梵鐘（享徳十一年在銘）〔銚子市馬場町〕1967年3月7日指定 ※円福寺所有
- 金銅竜文五鈷鈴〔いすみ市荻原〕1967年12月22日指定 ※行元寺所有
- 梵鐘（乾元二年在銘）〔成田市土室〕1969年1月10日指定 ※祥鳳院所有
- 繍字法華経普門品〔館山市那古〕1969年1月10日指定 ※那古寺所有
- 繍字法華経陀羅尼品〔南房総市府中〕1970年4月17日指定
- 梵鐘（建武五年在銘）〔印西市滝〕1972年1月28日指定
- 梵鐘〔印西市龍腹寺〕1972年1月28日指定 ※龍腹寺所有
- 梵鐘（応安七年在銘）〔南房総市千倉町大貫〕1972年1月28日指定 ※小松寺所有
- 梵鐘（応安二年在銘）〔印西市大森〕1972年9月29日指定
- 梵鐘（徳治元年在銘）〔長南町報恩寺〕1972年9月29日指定 ※報恩寺所有
- 梵鐘（応長元年在銘）〔成田市宗吾〕1973年3月2日指定 ※東勝寺（宗吾霊堂）所有
- 梵鐘（延慶三年在銘）〔成田市吉岡〕1974年3月19日指定 ※大慈恩寺所有
- 梵鐘（宝徳元年在銘）〔千葉市緑区富岡町〕1975年3月28日指定
- 梵鐘（貞和五年在銘）〔香取市大戸川〕1975年3月28日指定
- 鋳銅雲版（応永十五年在銘）〔成田市台方〕1977年3月8日指定 ※超林寺所有
- 鋳銅雲版（応永二十二年在銘）〔酒々井町伊篠〕1977年3月8日指定
- 大戸神社和鏡〔香取市大戸〕1980年2月22日指定 ※大戸神社所有
- 鋳銅鰐口（延文六年在銘）〔千葉市若葉区中野町〕1982年4月6日指定
- 鋳銅鰐口（永正十三年在銘）〔成田市滑川〕1982年4月6日指定 ※龍正院所有（成田市立歴史民俗資料館保管）
- 鋳銅鰐口（文明十年在銘）〔茂原市茂原〕1982年4月6日指定　※藻原寺所有
- 鋳銅鰐口（応永十六年在銘）〔茂原市長尾〕1982年4月6日指定 ※橘神社所有（茂原市立美術館・郷土資料館保管）
- 日輪寺密教法具〔長柄町鴇谷〕1984年2月24日指定
- 鋳銅孔雀文磬〔印西市松虫〕1985年3月8日指定　※松虫寺所有
- 金銅透彫六角釣燈籠〔千葉市若葉区大宮町〕1986年2月28日指定 ※栄福寺所有（千葉市立郷土博物館保管）
- 鋳銅孔雀宝珠文磬〔いすみ市岬町岩熊〕1986年2月28日指定
- 銅透彫華籠〔松戸市平賀〕1988年3月30日指定 ※本土寺所有
- 鋳銅釣燈籠〔大多喜町久保〕1988年3月30日指定 ※千葉県立中央博物館大多喜城分館保管
- 古瀬戸狛犬〔旭市飯岡〕1990年3月16日指定 ※玉崎神社所有
- 釈迦涅槃図 附 釈迦涅槃図由来書3巻〔銚子市馬場町〕1991年2月15日指定 ※円福寺所有
- 黒糸肩裾取威胴丸兜小具足付 附 指物2旒 鎖帷子1領〔長南町地引〕1992年2月28日指定 ※千葉県立中央博物館大多喜城分館保管
- 漆塗金銅装神輿〔市原市八幡〕1994年2月22日指定 ※飯香岡八幡宮所有
- 南蛮胴具足 附 兜、籠手、佩楯、臑当〔船橋市〕2008年3月18日指定
- 刺繍釈迦涅槃図〔野田市東金野井〕2009年3月17日指定 ※清泰寺所有
- 二十五条袈裟淡縹色麻布（伝夢窓国師料）〔いすみ市弥正〕2011年3月18日指定 ※太高寺所有

### 典籍
- 房総数学文庫〔千葉市中央区青葉町〕1969年1月10日指定 ※千葉県立中央博物館保管
- 伝東常縁筆詠草断簡〔東庄町宮本〕1999年3月30日指定 ※東大社所有
- 観世音経及び孔雀王咒経 附 那古寺文書〔館山市那古〕 2009年3月17日指定 ※那古寺所有

### 書跡
- 隠元・木庵・即非墨蹟〔東庄町小南〕1970年4月17日指定 ※福聚寺所有

### 古文書
- 制札〔木更津市請西〕1964年4月28日指定
- 安田文書〔鴨川市細野〕1970年1月30日指定
- 神崎神社文書〔神崎町神崎本宿〕1970年4月17日指定 ※千葉県立中央博物館大利根分館保管
- 神宮寺文書（大般若波羅蜜多経・経箱入）〔神崎町並木〕1970年4月17日指定 ※千葉県立中央博物館大利根分館保管
- 富木殿御書〔鴨川市広場〕1975年12月12日指定 ※鏡忍寺所有
- 富城殿御返事〔松戸市平賀〕1977年3月8日指定 ※本土寺所有
- 覚性御房御返事〔千葉市中央区長洲〕1982年4月6日指定
- 富城殿女房尼御前御書〔鴨川市小湊〕1982年4月6日指定 ※誕生寺所有
- 天正検地帳 18件〔船橋市 成田市 酒々井町 香取市 東庄町 銚子市 匝瑳市 茂原市 君津市 木更津市〕1982年4月6日指定
- 本土寺過去帳（天正本） 附 本土寺過去帳（明暦本）〔松戸市平賀〕1987年2月27日指定
- 橘木社文書（10通） 附 長谷川有則文書請取状 控（1通）〔茂原市本納〕1989年3月10日指定
- 香取分飯司家文書 附 分飯司家屋敷敷地平面図 他7通〔香取市香取〕1993年2月26日指定
- 本多忠朝新田開発文書〔いすみ市楽町〕1996年3月22日指定 ※千葉県立中央博物館大多喜城分館保管

### 考古資料
- 丸木舟〔匝瑳市八日市場〕1957年1月17日指定
- 香炉形顔面付土器〔香取市貝塚〕1959年4月24日指定 ※香取市貝塚史跡保存会所有
- 新勝寺板石塔婆（延元元年・明徳五年在銘）〔成田市成田〕1959年4月24日指定 ※成田山新勝寺所有
- 中台板石塔婆（建長五年在銘）〔匝瑳市中台〕1959年4月24日指定
- 延命寺板石塔婆（正安三年在銘）〔南房総市本織〕1963年5月4日指定 ※延命寺所有
- 旭森経塚遺物〔鴨川市清澄〕1964年4月28日指定 ※清澄寺所有
- 龍角寺出土遺物〔栄町竜角寺〕1965年4月27日指定 ※龍角寺所有
- 黄瀬戸灰釉木の葉文瓶 附 常滑不識壺1口〔木更津市永井作〕1965年4月27日指定 ※善光寺所有（木更津市郷土博物館金のすず保管）
- 金谷神社の大鏡鉄〔富津市金谷〕1966年12月2日指定
- 城山第一号古墳出土品〔香取市羽根川〕1969年4月18日指定 ※香取市文化財保存館保管
- 芝山古墳群（殿塚・姫塚）出土埴輪〔芝山町芝山〕1971年3月26日指定 ※観音教寺所有
- 安蒜家板石塔婆（正和四年・元亨二年在銘）〔流山市西深井〕1980年2月22日指定
- 板碑〔栄町竜角寺〕1983年2月22日指定 ※千葉県立房総のむら風土記の丘資料館保管
- 金銅経筒（建長四年在銘）〔銚子市岡野台町〕1985年3月8日指定
- 板碑（正元元年八月廿五日在銘）〔香取市羽根川〕1990年3月16日指定 ※香取市文化財保存館保管
- 板碑（正元元年九月三日在銘）〔香取市佐原〕1990年3月16日指定 ※惣持院所有（千葉県立中央博物館大利根分館保管）
- 板碑（正元元年九月在銘）〔香取市大戸〕1990年3月16日指定
- 板碑（正元元年十月廿五日在銘）〔香取市大戸〕1990年3月16日指定
- 猫作・栗山古墳群第16号墳副葬品〔成田市高岡〕1994年2月22日指定 ※成田市歴史民俗資料館保管
- 池花南遺跡環状ユニット出土遺物〔栄町竜角寺〕1995年3月14日指定 ※千葉県立房総のむら風土記の丘資料館保管
- 島戸境一号墳出土遺物〔山武市埴谷〕1995年3月14日指定 ※さんぶの森ふれあいセンター保管
- 木の根遺跡出土土偶〔栄町竜角寺〕1996年3月22日指定  ※千葉県立房総のむら風土記の丘資料館保管
- 三里塚No.55遺跡出土旧石器時代石器〔栄町竜角寺〕1996年3月22日指定 ※千葉県立房総のむら風土記の丘資料館保管
- 江子田金環塚古墳出土一括遺物〔市原市能満〕1997年3月21日指定 ※市原市埋蔵文化財調査センター保管
- 文脇遺跡14号土壙出土一括遺物〔袖ケ浦市下新田〕1999年3月30日指定 ※袖ケ浦市郷土博物館保管
- 上総大寺廃寺露盤〔木更津市大寺〕2001年3月30日指定
- 鉢ヶ谷遺跡第1号縄文土壙出土遺物〔東金市東岩崎〕2002年3月29日指定
- 千葉寺経塚出土資料〔千葉市中央区青葉町〕2004年3月30日指定 ※千葉県立中央博物館保管
- 多古台遺跡群No.3地点5号墳出土遺物〔多古町多古〕2006年3月14日指定
- 国府関遺跡出土の木製品〔茂原市高師〕2006年3月14日指定 ※茂原市立美術館・郷土資料館保管
- 常代遺跡出土の木製品〔君津市久留里字内山〕2006年3月14日指定 ※君津市立久留里城址資料館保管
- 塙台遺跡弥生再葬墓出土遺物〔多古町多古〕2007年3月16日指定
- 馬込遺跡出土瓦塔 附 瓦鉢〔大多喜町森宮〕2008年3月18日指定 ※千葉県教育振興財団大多喜作業所保管
- 浅間山古墳石室出土遺物〔千葉市中央区青葉町〕2009年3月17日指定 ※千葉県立中央博物館保管
- 庄作遺跡出土の墨書土器資料群〔芝山町芝山〕2010年3月19日指定
- 吉原三王遺跡出土の墨書土器資料群〔大多喜町森宮〕2011年3月18日指定 ※千葉県教育振興財団大多喜作業所保管
- 金塚古墳出土遺物〔我孫子市布佐平和台〕2012年3月16日指定
- 草刈遺跡群出土小銅鐸〔四街道市鹿渡〕2014年3月4日指定
- 有吉南貝塚354号跡出土埋葬関連遺物〔大多喜町森宮〕2014年3月4日指定
- 関峯崎3号横穴出土金銅製三尊押出仏〔香取市羽根川〕2014年3月4日指定 ※香取市文化財保存館保管

### 歴史資料
- 鹿山文庫関係資料 国書2744冊,漢籍6168冊,明治期刊行書827冊,蘭書335冊,仏書9冊,英米書444冊,独書8冊,孔子坐像1躯,扁額8面〔佐倉市鍋山〕1954年3月31日指定 ※千葉県立佐倉高等学校
- 菱川師宣過去帳〔南房総市二部〕1958年4月23日指定
- 小金原のしし狩り資料 色羽織1枚・村小旗2枚〔白井市根・習志野市鷺沼〕1967年3月7日指定
- 久保木竹窓遺品〔香取市津宮〕1972年9月29日指定
- 佐倉牧の牧士資料〔富里市久能〕1975年12月12日指定 ※藤崎牧士史料館所有
- 小金牧の牧士資料〔白井市富塚〕1975年12月12日指定 ※白井市郷土資料館保管
- 小湊鉄道蒸気機関車〔市原市五井〕1980年2月22日指定（1号・2号・B104号）
- 菱川師宣関係過去帳〔鋸南町保田〕1985年3月8日指定
- 大慈恩寺宝物類 金剛薩像1幅,絹本著色如意輪観音像1幅,絹本著色愛染明王像1幅,絹本著色十六羅漢像16幅,金銅装据箱2口,金銅装戒体箱1口,大慈恩寺文書50通 附 大慈恩寺記1通〔成田市吉岡〕1992年2月28日指定 ※大慈恩寺所有（成田山書道美術館保管）
- 一宮藩の大筒〔茂原市茂原〕1995年3月14日指定 ※茂原市立美術館・郷土資料館ほか
- 紙本著色大多喜藩陣列図〔御宿町久保〕1995年3月14日指定 ※御宿町立歴史民俗資料館保管
- 妙法蓮華経板木（開結とも）〔柏市柳戸〕2000年2月25日指定
- 至徳堂関係資料〔木更津市文京〕2002年3月29日指定 ※木更津市立図書館
- 妙本寺聖教類及び関係資料〔鋸南町吉浜〕2008年3月18日指定 ※保田妙本寺所有

## 無形文化財
- 式正織部流〔市川市国府台〕1955年12月15日指定 ※保持者：織部桔梗会
- 立身流〔佐倉市岩富〕1978年2月28日指定 ※保持者：加藤紘
- 綴錦織〔館山市八幡〕1982年4月6日指定 ※保持者：和田秋野
- 天真正伝香取神道流〔香取市 成田市 酒々井町〕1985年11月29日指定 ※保持者：飯篠快貞ほか
- 銚子縮〔銚子市松岸町〕2001年3月30日指定 ※保持者：常世田眞壱郎
- 鉄絵銅彩〔千葉市若葉区〕2008年3月18日指定 ※保持者：神谷紀雄
- 館山唐棧織〔館山市長須賀〕2009年3月17日指定 ※保持者：齊藤裕司

## 民俗文化財

### 有形民俗文化財
- 甲賀神社の鹿面〔佐倉市羽鳥〕1954年12月21日指定
- 迎接寺の鬼舞面 附 衣装11点 菊紋葵紋付桐箱1合〔成田市冬父〕1954年12月21日指定
- 豊田の人形芝居首及び衣装〔南房総市谷頭〕1954年12月21日指定
- 神余の弘法井戸〔館山市神余巴川〕1955年12月15日指定
- 灯明台〔船橋市宮本〕1962年5月1日指定 ※意富比神社
- 新勝寺絵馬類〔成田市成田〕1963年5月4日指定 ※成田山新勝寺所有
- 農村生活用具〔多古町多古〕1966年12月2日指定
- 八幡神社のいざりばた〔山武市白幡〕1967年3月7日指定 ※白幡八幡神社所有
- 芝原人形製作用具〔長南町芝原〕1972年9月29日指定 ※長南町立郷土資料館保管
- 成田の商業用具〔成田市成田〕1975年12月12日指定 ※成田山霊光館所有
- 押付の水塚〔印西市押付〕1978年2月28日指定
- 東京湾のり生産用具〔木更津市太田〕1979年3月2日指定 ※木更津市郷土博物館金のすず保管
- 紙本著色観心十界図〔大多喜町横山〕1997年3月21日指定 ※宝聚院所有（千葉県立中央博物館大多喜城分館保管）
- 正泉寺の血盆経信仰資料〔我孫子市湖北台〕1998年3月20日指定
- 流山のみりん醸造用具〔流山市加〕1999年3月30日指定 ※流山市立博物館保管
- 浦安の船大工道具〔浦安市猫実〕2000年2月25日指定 ※浦安市郷土博物館保管
- 房総半島の万祝及び製作関連資料〔館山市館山〕2000年2月25日指定 ※館山市立博物館分館保管
- 広済寺の鬼来迎面〔横芝光町虫生〕2002年3月29日指定
- 浄福寺の鬼舞面 附 用具及び縁起台本〔香取市下小堀〕2003年3月28日指定
- 利根川下流域の漁撈用具〔香取市佐原〕2006年3月14日指定 ※千葉県立中央博物館大利根分館保管
- 楽満寺の安産子育て祈願関係資料〔成田市中里〕2017年2月15日指定
- 三ツ堀のどろ祭用具及び関連資料〔野田市三ツ堀〕2019年2月6日指定 ※三ツ堀香取神社所有

### 無形民俗文化財
- 水神社永代大御神楽〔旭市後草〕1954年3月31日指定
- 北風原の羯鼓舞〔鴨川市北風原〕1954年3月31日指定
- 鳥見神社の獅子舞〔印西市平岡〕1955年12月15日指定 ※鳥見神社
- 玉前神社神楽〔一宮町宮台〕1958年4月23日指定 ※玉前神社
- 鳥見神社の神楽〔印西市中根〕1961年6月9日指定 ※鳥見神社
- 岩沼の獅子舞〔長生村岩沼〕1961年6月9日指定
- 洲崎のミノコオドリ〔館山市洲崎〕1961年6月9日指定 ※洲崎神社
- 大戸見の神楽〔君津市大戸見〕1961年6月9日指定
- 浅間神社の神楽〔千葉市稲毛区稲毛〕1962年5月1日指定 ※稲毛浅間神社
- 加茂の三番叟〔南房総市加茂〕1962年5月1日指定 ※賀茂神社
- 三島の棒術と羯鼓舞〔君津市宿原・奥米・豊英・旅名〕1962年5月1日指定
- おらんだ楽隊〔香取市扇島〕1963年5月4日指定
- 東金ばやし〔東金市岩崎・押堀〕1963年5月4日指定 ※日吉神社
- 九十九里大漁節〔九十九里町片貝〕1963年5月4日指定
- 増間の御神的神事〔南房総市増間〕1963年5月4日指定
- 加茂の花踊り〔南房総市加茂〕1963年5月4日指定 ※賀茂神社
- 木更津ばやし〔木更津市中央〕1963年5月4日指定
- 鹿野山のはしご獅子舞〔君津市鹿野山〕1963年5月4日指定 ※白鳥神社
- 鹿野山のさんちょこ節〔君津市鹿野山〕1963年5月4日指定
- 鶴峯八幡の神楽〔市原市中高根〕1964年4月28日指定
- 小室の獅子舞〔船橋市小室町〕1964年4月28日指定
- 成田のおどり花見〔成田市成田〕1964年4月28日指定 ※埴生神社ほか
- 武西の六座念仏の称念仏踊り〔印西市武西〕1964年4月28日指定
- 北之幸谷の獅子舞〔東金市北之幸谷〕1964年4月28日指定
- 笹川の神楽〔東庄町笹川〕1965年4月27日指定
- 鎌数の神楽〔旭市鎌数〕1965年4月27日指定 ※鎌数伊勢大神宮
- 東浪見甚句〔一宮町東浪見〕1965年4月27日指定
- 吉保八幡のやぶさめ〔鴨川市仲〕1965年4月27日指定 ※吉保八幡神社
- 市原の柳楯神事〔市原市五所・八幡〕1966年12月2日指定 ※飯香岡八幡宮
- 野田のばっぱか獅子舞〔野田市清水〕1966年12月2日指定
- 墨獅子舞〔酒々井町墨〕1967年3月7日指定 ※六所神社
- 倉橋の弥勒三番叟〔旭市倉橋〕1967年3月7日指定 ※雷神社
- 浦部の神楽〔印西市浦部〕1967年12月22日指定 ※鳥見神社
- 白桝粉屋おどり〔芝山町大里〕1968年4月9日指定
- 大塚ばやし〔市原市海保〕1970年1月30日指定
- 西ノ下の獅子舞〔九十九里町西ノ下〕1970年1月30日指定
- 千倉の三番叟〔南房総市千倉町忽戸・平磯〕1970年1月30日指定
- 松戸の万作踊り〔松戸市千駄堀・日暮・上本郷〕1970年4月17日指定
- 浦安のお洒落踊り〔浦安市猫実・当代島・堀江〕1974年3月19日指定
- 八日市場の盆踊り〔匝瑳市米倉・砂原〕1974年3月19日指定
- 篠籠田の獅子舞〔柏市篠籠田〕1975年12月12日指定
- 多古のしいかご舞〔多古町多古〕1975年12月12日指定
- 坂戸の念仏〔佐倉市坂戸〕1980年2月22日指定
- 熊野神社の神楽〔旭市清和乙〕1980年2月22日指定 ※熊野神社
- 仁組獅子舞〔匝瑳市栢田〕1984年2月24日指定
- 三ツ堀のどろ祭〔野田市三ツ堀〕1986年2月28日指定
- 取香の三番叟〔成田市取香〕1987年2月27日指定 ※側高神社
- 大寺の三番叟〔いすみ市下布施〕1987年2月27日指定
- 飽富神社の筒粥〔袖ケ浦市飯富〕1988年3月30日指定
- 野田のつく舞〔野田市野田〕1993年2月26日指定
- 上高根の三山信仰〔市原市上高根〕2001年3月30日指定
- 上総十二社祭り〔一宮町ほか〕2003年3月28日指定 ※玉前神社ほか
- 下総三山の七年祭り〔船橋市 千葉市花見川区 八千代市 習志野市〕2004年3月30日指定
- 安房やわたんまち〔館山市 南房総市〕2004年3月30日指定 ※鶴谷八幡宮ほか
- 山倉の鮭祭り〔香取市山倉〕2005年3月29日指定 ※山倉大神
- 椎津のカラダミ〔市原市椎津〕2007年3月16日指定
- 太田のエンヤーホー〔旭市ニ〕2008年3月18日指定 ※八坂神社
- 吾妻神社の馬だし祭り〔富津市西大和田〕2017年2月15日指定 ※有形民俗文化財 吾妻神社の馬だし祭用具(1962年5月1日指定)は当該件に併合され、指定が解除される。

## 記念物

### 史跡
- 明治天皇船橋行在所〔船橋市本町〕1934年12月18日指定
- 白井鳥酔ノ墓〔長南町地引〕1935年3月26日指定
- 源頼朝上陸地〔鋸南町竜島〕1935年3月26日指定
- 九十九坊廃寺阯〔君津市内箕輪〕1935年12月24日指定
- 野田貝塚〔野田市清水〕1936年7月17日指定
- 佐藤尚中誕生地〔香取市小見川〕1937年3月19日指定
- 海保漁村先生誕生之處〔横芝光町北清水〕1939年12月15日指定
- 天真正伝神道流始祖飯篠長威斎墓〔香取市香取〕1943年2月19日指定
- 小野派一刀流流祖小野治郎右衛門忠明・二代小野治郎右衛門忠常墓〔成田市寺台〕1943年4月30日指定 ※永興寺
- 戸塚派楊心流流祖戸塚彦介英俊・二代戸塚英美墓〔千葉市中央区市場町〕1943年8月27日指定
- 歌人伊藤左千夫の生家〔山武市殿台〕1950年11月3日指定
- 金鈴塚古墳〔木更津市長須賀〕1950年11月3日指定
- 田子台遺跡〔鋸南町下佐久間〕1954年3月31日指定
- 青木昆陽甘藷試作地〔千葉市花見川区幕張町〕1954年12月21日指定
- 宮谷県庁跡〔大網白里市大網〕1954年12月21日指定 ※本国寺
- 近江屋甚兵衛墓〔君津市人見〕1954年12月21日指定
- 富里牧羊場跡〔富里市十倉〕1955年12月15日指定
- 荻生徂徠勉学の地〔茂原市本納〕1957年10月21日指定
- 織本花嬌の墓〔富津市富津〕1957年10月21日指定
- 能満寺古墳〔長南町芝原〕1958年4月23日指定
- 菱川師宣誕生地〔鋸南町保田〕1958年4月23日指定
- 長谷部貝塚〔千葉市緑区平山町〕1960年6月3日指定
- 官軍塚〔勝浦市川津〕1963年5月4日指定
- 日本酪農発祥地〔南房総市大井〕1963年5月4日指定
- 初代松本幸四郎墓〔香取市小見川〕1965年4月27日指定
- 内裏塚古墳〔富津市二間塚〕1965年4月27日指定
- 上総大多喜城本丸跡 附 大井戸・薬医門〔大多喜町大多喜〕1966年5月20日指定
- 絹横穴群〔富津市絹〕1966年5月20日指定
- 八代玉作遺跡〔成田市玉造〕1966年12月2日指定
- 西の城貝塚〔神崎町神崎本宿〕1966年12月2日指定
- ドン・ロドリゴ上陸地〔御宿町岩和田〕1966年12月2日指定
- 藤崎堀込貝塚〔習志野市藤崎〕1967年3月7日指定
- 小金中野牧の込跡〔鎌ケ谷市東中沢〕1967年3月7日指定
- 長熊廃寺跡〔佐倉市長熊〕1967年3月7日指定
- 清戸の泉 附 版木（文政十一年九月 在銘）〔白井市清戸〕1967年3月7日指定
- 安房神社洞窟遺跡〔館山市大神宮〕1967年3月7日指定 ※安房神社
- 加茂遺跡〔南房総市加茂〕1967年3月7日指定
- 飯野陣屋濠跡〔富津市下飯野〕1967年3月7日指定
- 鉈切洞穴〔館山市浜田〕1967年12月22日指定
- 二子塚古墳〔市原市姉崎〕1968年4月9日指定 ※姉埼神社
- 伊能忠敬出生地〔九十九里町小関〕1969年1月10日指定
- 古泉千樫誕生地〔鴨川市細野〕1969年1月10日指定
- 青木昆陽不動堂甘藷試作地〔九十九里町不動堂〕1969年4月18日指定
- 鐘ケ淵〔君津市内箕輪〕1969年4月18日指定
- 久保木竹窓遺跡〔香取市津宮〕1970年1月30日指定
- 八幡神社古墳〔君津市外箕輪〕1970年1月30日指定
- 鉄牛和尚墓〔東庄町小南〕1970年4月17日指定 ※福聚寺
- 大覚寺山古墳〔千葉市中央区南生実町〕1971年3月26日指定
- 姉崎天神山古墳〔市原市姉崎〕1973年3月2日指定
- 稲葉黙斎墓〔山武市成東〕1974年3月19日指定
- 旧佐倉順天堂〔佐倉市本町〕1975年3月28日指定
- 南大溜袋遺跡〔富里市七栄〕1975年3月28日指定
- 御前鬼塚古墳〔旭市鏑木〕1975年3月28日指定
- 北条塚古墳〔多古町東松崎〕1975年12月12日指定 ※松崎神社
- 飯高檀林跡 附 経蔵・題目堂・庫裡〔匝瑳市飯高〕1975年12月12日指定 ※飯高寺
- 油殿古墳群〔長南町豊原〕1977年3月8日指定
- 藤ケ谷十三塚〔柏市藤ケ谷〕1978年2月28日指定
- 堀田正俊・正睦・正倫墓〔佐倉市新町〕1978年2月28日指定
- 下小野貝塚〔香取市下小野〕1978年2月28日指定
- 宮ノ台遺跡〔茂原市綱島〕1978年2月28日指定
- 荻生道遺跡〔千葉市緑区小食土町〕1979年3月2日指定
- 飯郷作遺跡〔佐倉市下志津〕1979年3月2日指定
- 道祖神裏古墳〔君津市外箕輪〕1979年3月2日指定
- 東寺山貝塚〔千葉市若葉区みつわ台〕1980年2月22日指定
- 大満横穴群〔富津市岩坂〕1980年2月22日指定
- 白山神社古墳〔君津市俵田〕1981年3月13日指定 ※白山神社
- 上座貝塚〔佐倉市上座〕1982年4月6日指定
- 神門5号墳〔市原市国分寺台〕1989年3月10日指定
- 飯籠塚古墳〔君津市岩出〕1989年3月10日指定
- 公津原古墳群〔成田市加良部〕1990年3月16日指定
- 大堤権現塚古墳〔山武市松尾町大堤〕1990年3月16日指定
- しゃくし塚古墳〔多古町南玉造〕1991年2月15日指定
- 水神山古墳〔我孫子市高野山〕1992年2月28日指定
- 山室姫塚古墳〔山武市松尾町山室〕1992年2月28日指定
- 安房国分寺跡〔館山市国分〕1992年2月28日指定
- 佐倉油田牧の野馬込跡〔香取市九美上〕1993年2月26日指定
- 須和田遺跡〔市川市須和田〕1994年2月22日指定
- 相馬郡衙正倉跡〔我孫子市日秀〕1995年3月14日指定
- 北ノ作1・2号墳〔柏市片山〕1995年3月14日指定
- 夢窓国師坐禅窟〔いすみ市能実〕1997年3月21日指定
- 山野貝塚〔袖ケ浦市飯富〕2009年3月17日指定

### 名勝
- 仁右衛門島〔鴨川市太海浜〕1935年3月26日指定
- 鋸山と羅漢石像群〔鋸南町元名〕1954年12月21日指定 ※日本寺
- 旧徳川昭武松戸別邸（戸定邸）庭園〔松戸市松戸〕1986年2月28日指定
- 旧堀田正倫別邸庭園〔佐倉市鏑木町〕2001年3月30日指定
- 鴨川大山千枚田〔鴨川市大字釜沼字前大利〕2002年3月29日指定

### 天然記念物
- 高照寺ノ乳公孫樹〔勝浦市勝浦〕1935年3月26日指定
- 上三原ノ大樟〔南房総市和田町上三原〕1935年3月26日指定
- 明神ノ鯛〔鴨川市城戸地先〕1935年3月26日指定
- 三島ノ白樫〔君津市豊英〕1935年3月26日指定
- 環ノ大樟〔富津市東大和田〕1935年3月26日指定
- 飯香岡八幡宮の夫婦銀杏〔市原市八幡〕1935年7月12日指定
- 東源寺の榧ノ木〔我孫子市柴崎〕1935年8月23日指定
- 神崎森〔神崎町神崎本宿〕1935年8月23日指定
- 岩井ノ蘇鉄〔南房総市竹の内〕1935年8月23日指定
- 千葉寺ノ公孫樹〔千葉市中央区千葉寺町〕1935年11月12日指定
- 天津のまるばちしゃの木〔鴨川市天津〕1935年11月12日指定 ※天津神明宮
- 関ノ羅漢槙〔白子町関〕1935年12月24日指定
- 長福寺の槙〔いすみ市下布施〕1935年12月24日指定
- 上野村ノ大椎〔勝浦市名木〕1936年1月24日指定
- 天寧寺の柏槙〔鋸南町下佐久間〕1939年12月15日指定
- 鹿野山の大桑〔君津市鹿野山〕1939年12月15日指定
- 佐倉城の夫婦モッコク〔佐倉市城内町〕1952年11月3日指定
- 成東町のクマガイソウ〔山武市成東〕1952年11月3日指定
- 検見川の大賀蓮〔千葉市花見川区畑町〕1954年3月31日指定 ※東京大学農学部附属緑地植物実験所
- 白浜の鍾乳洞〔南房総市白浜町白浜〕1954年3月31日指定
- 富津州海浜植物群落地〔富津市富津〕1954年12月21日指定
- 白浜の屏風岩〔南房総市白浜町根本地先〕1955年12月15日指定
- 軍荼利山植物群落〔一宮町東浪見〕1957年1月17日指定
- 渡海神社の極相林〔銚子市高神西町〕1959年4月24日指定
- 神崎のオハツキイチョウ〔神崎町神崎本宿〕1965年4月27日指定
- 清澄のモリアオガエル〔鴨川市清澄〕1965年4月27日指定
- 竹岡のオハツキイチョウ〔富津市竹岡〕1965年4月27日指定
- 浅間神社の極相林〔松戸市小山〕1966年12月2日指定
- 沼サンゴ層〔館山市沼〕1967年3月7日指定
- 大福山自然林〔市原市石塚〕1972年1月28日指定
- 洲崎神社自然林〔館山市洲崎〕1972年9月29日指定
- 香取神宮の森〔香取市香取〕1974年3月19日指定
- 小御門神社の森〔成田市名古屋〕1974年3月19日指定
- 猿田神社の森〔銚子市猿田〕1974年3月19日指定
- 三石山自然林〔君津市草川原〕1974年3月19日指定 ※観音寺
- 上岩橋貝層〔酒々井町酒々井〕1975年3月28日指定
- 千騎ケ岩〔銚子市犬若〕1975年3月28日指定
- 石塚の森〔山武市成東〕1975年3月28日指定 ※不動院長勝寺ほか
- 妙楽寺の森〔睦沢町妙楽寺〕1975年3月28日指定
- 坂戸神社の森〔袖ケ浦市坂戸市場〕1975年3月28日指定
- 鴨川のバクチノキ群生地〔鴨川市古畑〕1975年12月12日指定
- 麻賀多神社の森〔成田市台方〕1977年3月8日指定
- 将監のオニバス発生地〔印西市将監〕1977年3月8日指定
- 高滝神社の森〔市原市高滝〕1978年2月28日指定
- 八坂神社の自然林〔勝浦市鵜原〕1978年2月28日指定
- 布良の海食洞と鐘乳石〔館山市布良〕1978年2月28日指定
- 龍福寺の森〔旭市岩井〕1979年3月2日指定
- 鴨川の枕状溶岩〔鴨川市太海百目木〕1993年2月26日指定
- 白浜のシロウリガイ化石露頭〔南房総市白浜町白浜〕1996年3月22日指定
- 犬吠埼産出のアンモナイト〔銚子市犬吠埼〕2006年3月14日指定 ※銚子市立青少年文化会館保管
- 南房総の地震隆起段丘 附 延宝元年根本・砂取村漁場争論裁許絵図〔南房総市白浜町根本〕2007年3月16日指定
- 袖ケ浦市吉野田の清川層産出の脊椎動物化石〔千葉市中央区青葉町〕2008年3月18日指定 ※千葉県立中央博物館保管

## 記録選択

### 無形の民俗文化財
- 鵜原の大名行列〔勝浦市鵜原〕1968年4月11日選択 ※八坂神社
- 平群の花火〔南房総市平久里〕1977年3月8日選択 ※平久里煙火保存会
- 奈土のオビシャ〔成田市奈土〕1992年2月28日選択
- 鰭ケ崎のオビシャ〔流山市鰭ケ崎〕1994年2月22日選択
- 房総のミカリ習俗〔南房総市・君津市・館山市〕1996年3月22日選択 ※下立松原神社・諏訪神社・洲宮神社